# شهرستان لوانچنگ
شهرستان لوانچنگ (به لاتین: Luancheng District) یک منطقهٔ مسکونی در چین است که در شیجیاژوانگ واقع شده‌است. شهرستان لوانچنگ ۳۴۷ کیلومتر مربع مساحت و ۳۲۸٬۹۳۳ نفر جمعیت دارد.